# Coupe d'Algérie de football 1976-1977
Navigation
Coupe d'Algérie
1975-1976 Coupe d'Algérie
1977-1978
La Coupe d'Algérie de football 1976-1977 voit la victoire de la JS Kabylie, qui bat le NA Hussein Dey en finale.
C'est la 1re Coupe d'Algérie remportée par la JS Kabylie et c'est la 2e fois que le NA Hussein Dey atteint la finale de cette compétition.

## Trente deuxièmes de finale
Les matchs des trente deuxième de finale se sont joués le vendredi 24 décembre 1976
| Ligue du Centre 1976  |                      |                          |                            |                                                                                          |                          |                                  |  |  |
| 1                     | JS Kawkabi (D1)      | 2 - 1                    | Nadit Alger (D?)           | Larbes 3e Dali 88e / Naili 65e                                                           |                          | Stade Oukil Ramdane (Tizi Ouzou) |  |  |
| 2                     | CR Belcourt (D1)     | 7 - 2                    | JS El Biar (D?)            | Bourai I 6e (csc), Tahir 27e, Boussadia 47e 81e, Ouali 62e, Khalfa 86e 89e / ? 25e ? 56e |                          | Stade de Bologhine               |  |  |
| 3                     | RC Kouba (D1)        | 3 - 0                    | AS BNA Alger (D?)          |                                                                                          |                          |                                  |  |  |
| 4                     | WA Boufarik (D?)     | 3 - 0                    | Nadi Alger (Casoral) (D?)  |                                                                                          |                          |                                  |  |  |
| 5                     | ASO Chlef (D?)       | 4 - 0                    | OM Ruisseau (D?)           |                                                                                          |                          |                                  |  |  |
| 6                     | NA Hussein Dey (D?)  | 4 - 0                    | USM Blida (D2)             | Ait El Hocine 10e, Sahli 30e, Guennoun 73e, Hebbache 85e                                 |                          | Stade Mohamed-Reggaz             |  |  |
| 7                     | USM Alger (D?)       | 1 - 0                    | US Santé (Alger) (D?)      |                                                                                          |                          |                                  |  |  |
| 8                     | USM El Harrach (D?)  | 3 - 2                    | JSM Chéraga (D?)           |                                                                                          |                          |                                  |  |  |
| 9                     | JSM Alger (D?)       | 5 - 0                    | CRM Bir Mourad Rais (D?)   |                                                                                          |                          |                                  |  |  |
| 10                    | AR El Harrach (D?)   | 1 - 1                    | SKAF El Khemis (D?)        |                                                                                          |                          |                                  |  |  |
| Ligue de l'Est 1976   |                      |                          |                            |                                                                                          |                          |                                  |  |  |
| 1                     | ES Sétif (D1)        | 1 - 0                    | JSM Skikda (D?)            | Safsaf 15e                                                                               |                          | Stade Ben Abdelmalek Ramdane     |  |  |
| 2                     | ES Guelma (D?)       | 4 - 1                    | CRM Ouenza (D?)            |                                                                                          |                          |                                  |  |  |
| 3                     | USM Khenchela (D?)   | 1 - 1 t.a.b 7-6          | HAMRA Annaba (D?)          |                                                                                          |                          |                                  |  |  |
| 4                     | USM Ain Beida (D?)   | 3 - 2                    | Red Star Annaba (D?)       |                                                                                          |                          |                                  |  |  |
| 5                     | SOC Annaba (D?)      | 3 - 2                    | US Tébessa (D?)            |                                                                                          |                          |                                  |  |  |
| 6                     | CA Batna (D?)        | 3 - 2                    | USM Sétif (D?)             |                                                                                          |                          |                                  |  |  |
| 7                     | CAC Constantine (D?) | 1 - 1                    | IR Hamma Bouziane (D?)     |                                                                                          |                          |                                  |  |  |
| 8                     | E Collo (D?)         | 1 - 0                    | MSP Batna (D?)             |                                                                                          |                          |                                  |  |  |
| 9                     | JS Djijel (D?)       | 4 - 1                    | CA Bordj Bou Arreridj (D?) |                                                                                          |                          |                                  |  |  |
| 10                    | AS Khroub (D?)       | -                        | (D?)                       |                                                                                          |                          |                                  |  |  |
| Ligue de l'Ouest 1976 |                      |                          |                            |                                                                                          |                          |                                  |  |  |
| 1                     | MC Oran (D1)         | 2 - 0                    | USM Oran (D2)              |                                                                                          |                          |                                  |  |  |
| 2                     | GC Mascara (D2)      | 1 - 0                    | OS Tiaret (D2)             |                                                                                          |                          |                                  |  |  |
| 3                     | SNIC Oran (D?)       | 5 - 1                    | ASPTT Oran (D?)            |                                                                                          |                          |                                  |  |  |
| 4                     | AS BNA Oran (D?)     | 2 - 1                    | SCM Oran (D3)              |                                                                                          |                          |                                  |  |  |
| 5                     | IS Tighennif (D3)    | 4 - 2                    | DNC Oran (D?)              |                                                                                          |                          |                                  |  |  |
| 6                     | ASM Oran (D2)        | 5 - 2                    | JSM Tiaret (D2)            |                                                                                          |                          |                                  |  |  |
| 7                     | Nadit Bel-Abbès (D?) | 4 - 3                    | AS Rahouia (D?)            |                                                                                          |                          |                                  |  |  |
| 8                     | RCG Oran (D1)        | 2 - 1                    | ACL Sfisef (D?)            |                                                                                          |                          |                                  |  |  |
| 9                     | IRB Sougueur (D3)    | 2 - 2                    | MC Saida (D2)              |                                                                                          |                          |                                  |  |  |
| 10                    | ES Mostaganem (D2)   | 2 - 1                    | USM Bel Abbès (D2)         |                                                                                          |                          |                                  |  |  |
|                       |                      |                          |                            |                                                                                          |                          |                                  |  |  |
| 31                    | MC Alger (D1)        | Exempt (tenant du titre) | Exempt (tenant du titre)   | Exempt (tenant du titre)                                                                 | Exempt (tenant du titre) | Exempt (tenant du titre)         |  |  |
| 32                    | MO Constantine (D?)  | Exempt (finaliste)       | Exempt (finaliste)         | Exempt (finaliste)                                                                       | Exempt (finaliste)       | Exempt (finaliste)               |  |  |

## Seizièmes de finale
Les matchs des seizièmes de finale se sont joués le 14 janvier 1977
| #  | Club 1          | Résultat            | Club 2          | Buteurs                                                                   | Date | Stade                            |
| -- | --------------- | ------------------- | --------------- | ------------------------------------------------------------------------- | ---- | -------------------------------- |
| 1  | JS kawkabi      | 2 - 1               | ES Guelma       | Amri 62e, Bailleche 66e / Hamani 35e                                      |      | Stade du 19 juin 1965 (Oran)     |
| 2  | MC Oran         | 1 - 2               | JSM Alger       |                                                                           |      |                                  |
| 3  | MC Alger        | 0 - 0 corners (8-6) | RC Kouba        |                                                                           |      |                                  |
| 4  | CR Belcourt     | 8 - 0               | AS BNA Oran     | Khalfa 8e 44e, Tlemcani 25e 66e, Nefla 33e, Belbahri 30e 70e, Dahmani 73e |      | Stade d'El-Asnam                 |
| 5  | ES Sétif        | 1 - 0               | RCG Oran        | Salhi Abdelhamid 29e                                                      |      | Stade des Trois-Frères-Amarouche |
| 6  | USM Alger       | 2 - 0               | CA Batna        |                                                                           |      |                                  |
| 7  | ASO Chlef       | 1 - 0               | USM El Harrach  |                                                                           |      |                                  |
| 8  | NA Hussein Dey  | 3 - 0               | AR El-Harrach   | Sahli 11e 66e, Guennoun 86e                                               |      | Stade du 5 juillet, Alger        |
| 9  | SNIC Oran       | 1 - 0               | IS Tighennif    |                                                                           |      |                                  |
| 10 | USM Khenchela   | 3 - 2               | ES Collo        |                                                                           |      |                                  |
| 11 | WA Boufarik     | 1 - 0               | JS Djijel       |                                                                           |      |                                  |
| 12 | SOC Annaba      | 3 - 0*              | Nadit Bel-Abbès | Forfait Nadit                                                             |      |                                  |
| 13 | USM Ain Beida   | 1 - 0               | ASM Oran        |                                                                           |      |                                  |
| 14 | IRB Sougueur    | 2 - 1               | MO Constantine  |                                                                           |      | Stade chabou /Annaba             |
| 15 | GC Mascara      | 3 - 1               | AS Khroub       |                                                                           |      |                                  |
| 16 | CAC Constantine | 1 - 0               | ES Mostaganem   |                                                                           |      |                                  |

## Huitièmes de finale
Les matchs des huitièmes de finale se sont joués le 11 février 1977.
| # | Club 1         | Résultat  | Club 2          | Buteurs                                                                | Stade                             |
| - | -------------- | --------- | --------------- | ---------------------------------------------------------------------- | --------------------------------- |
| 1 | JS Kawkabi     | 7 - 1     | SNIC Oran       | Baris 20e, Baïleche 35e 60e 70e 88e, Djebbar 57e, Daoudi 85e / Amar 5e | Stade du 20-Août-1955 (Alger)     |
| 2 | USM Alger      | 1 - 0 a.p | MC Alger        | Deraoui 93e                                                            | Stade 5 juillet 1962 (Alger)      |
| 3 | GC Mascara     | 3 - 2     | USM Khenchela   |                                                                        |                                   |
| 4 | NA Hussein Dey | 2 - 0     | USM Ain Beida   | Guendouz 30e, Fergani 89e                                              | Stade Abdelkader-Chabou, (Annaba) |
| 5 | CR Belcourt    | 3 - 0     | IRB Sougueur    | Tahir 10e, Nefla 46e, Boussadia 65e                                    | Stade Zoubir-Zouraghi, (Blida)    |
| 6 | ES Sétif       | 3 - 1     | SOC Annaba      | Gharib 3e 82e, Salhi Abdelhamid 75e / Djeghal 50e                      | Stade Ben Abdelmalek Ramdane      |
| 7 | WA Boufarik    | 3 - 2     | JSM Alger       |                                                                        |                                   |
| 8 | ASO Chlef      | 2 - 0     | CAC Constantine |                                                                        |                                   |

## Quarts de finale
Les matchs des quarts de finale se sont joués le 18 mars 1977.  
| Entraîneur : |
| Jean Snella  |

| Entraîneur : |
| Zitoun       |

| Entraîneur : |
| Jean Snella  |

| Entraîneur : |
| Zitoun       |

| Entraîneur :     |
| Abdelhamid Bacha |

| Remplaçants :                              |
| Ikaci, Boukhari, Sahnoun, Boutaleb, Aouali |
| Entraîneur :                               |
| Salem et Djemil                            |

| Entraîneur :     |
| Abdelhamid Bacha |

| Remplaçants :                              |
| Ikaci, Boukhari, Sahnoun, Boutaleb, Aouali |
| Entraîneur :                               |
| Salem et Djemil                            |

| Remplaçants :               |
| Abouchi, Laourène, Abassène |
| Entraîneur :                |
| Abdelhamid Salhi            |

| Remplaçants :               |
| Alio Mekrouf, Habous Ghabat |
| Entraîneur :                |
| Mohamed Tayeb               |

| Remplaçants :               |
| Abouchi, Laourène, Abassène |
| Entraîneur :                |
| Abdelhamid Salhi            |

| Remplaçants :               |
| Alio Mekrouf, Habous Ghabat |
| Entraîneur :                |
| Mohamed Tayeb               |

| Remplaçants :                          |
| Meghreci, Djebbar, Makri, Ferhat, Harb |
| Entraîneur :                           |
| Mahieddine Khalef                      |

| Remplaçants :                                  |
| El Ghellam, Bachir, Belaid D, Hamouni, Belkaim |
| Entraîneur :                                   |
| Ahmed Arab                                     |

| Remplaçants :                          |
| Meghreci, Djebbar, Makri, Ferhat, Harb |
| Entraîneur :                           |
| Mahieddine Khalef                      |

| Remplaçants :                                  |
| El Ghellam, Bachir, Belaid D, Hamouni, Belkaim |
| Entraîneur :                                   |
| Ahmed Arab                                     |

## Demi-finales
Les matchs des demi-finales se sont joués le 15 avril 1977 (les 4 matches ont été télévisés en direct sur la R.T.A.) 
| Remplaçants :                            |
| Djebbar, Younsi, Harb, Menguelti, Ferhat |
| Entraîneur :                             |
| Mahieddine Khalef                        |

| Remplaçants :                               |
| Hamai, Mourzach, Bouhalissa, Slimani, El-Am |
| Entraîneur :                                |
| Mahmoud Abdelhamid Bacha                    |

| Remplaçants :                            |
| Djebbar, Younsi, Harb, Menguelti, Ferhat |
| Entraîneur :                             |
| Mahieddine Khalef                        |

| Remplaçants :                               |
| Hamai, Mourzach, Bouhalissa, Slimani, El-Am |
| Entraîneur :                                |
| Mahmoud Abdelhamid Bacha                    |

| Entraîneur :      |
| Mahieddine Khalef |

| Entraîneur :             |
| Mahmoud Abdelhamid Bacha |

| Entraîneur :      |
| Mahieddine Khalef |

| Entraîneur :             |
| Mahmoud Abdelhamid Bacha |

| Remplaçants :                         |
| Abassène, Laourène, Benhenni, Gharib, |
| Entraîneur :                          |
| Jean Snella et Abdelkader             |

| Remplaçants :                              |
| Medjerab, Ait El Hocine, Akak, Ourak, Naim |
| Entraîneur :                               |
| Salhi A.                                   |

| Remplaçants :                         |
| Abassène, Laourène, Benhenni, Gharib, |
| Entraîneur :                          |
| Jean Snella et Abdelkader             |

| Remplaçants :                              |
| Medjerab, Ait El Hocine, Akak, Ourak, Naim |
| Entraîneur :                               |
| Salhi A.                                   |

| Entraîneur :              |
| Jean Snella et Abdelkader |

| Entraîneur :     |
| Abdelhamid Salhi |

| Entraîneur :              |
| Jean Snella et Abdelkader |

| Entraîneur :     |
| Abdelhamid Salhi |

## Finale
| Entraîneur :      |
| Mahieddine Khalef |

| Entraîneur :                   |
| Jean Snella Abdelkader Bahmane |

| Entraîneur :      |
| Mahieddine Khalef |

| Entraîneur :                   |
| Jean Snella Abdelkader Bahmane |

| |  |  |  |
| \| Coupe d'Algérie de Football Vainqueur 1977 \| \| ------------------------------------------ \| \| JS Kawkabi 1er titre \| |  |  |  |
| Coupe d'Algérie de Football Vainqueur 1977                                                                                   |  |  |  |
| JS Kawkabi 1er titre |  |  |  |

## Finale de la Coupe d'Algérie Juniors
| Édition   | Date | Vainqueur      | Score | Finaliste | Buteurs | Lieu |
| --------- | ---- | -------------- | ----- | --------- | ------- | ---- |
| 1976-1977 | 1977 | NA Hussein Dey | 2 - 1 | MC Alger  |         |      |

## Finale de la Coupe d'Algérie Cadets
| Édition   | Date | Vainqueur      | Score | Finaliste      | Buteurs | Lieu |
| --------- | ---- | -------------- | ----- | -------------- | ------- | ---- |
| 1976-1977 | 1977 | NA Hussein Dey | 2 - 1 | USM El Harrach |         |      |